# Sungai Temburong
Sungai Temburong – rzeka w dystrykcie Temburong w Brunei o długości 44,09 km. Przepływa przez lasy deszczowe na obszarze Batu Apoi Forest Reserve, w tym przez Park Narodowy Ulu Temburong. Jej dopływy to m.in.: Sungai Belalong oraz Sungai Labu. Uchodzi do Zatoki Brunei na Morzu Południowochińskim.
Na rzece znajduje się kilka wysp. Największa, niedaleko od ujścia, to Palau Pituat. Dalej w górę rzeki leżą Palau Batu Mas, Palau Langsat oraz Palau Amo.
Nad rzeką leży miasto Bangar, stolica dystryktu oraz liczne wioski, m.in.: Lagau, Belaban, Biang, Selangan, Parit, Sibut, Sumbiling Baru, Sembiling Lama oraz Batang Duri.